# Aphelinus literatus
Aphelinus literatus is een vliesvleugelig insect uit de familie Aphelinidae. De wetenschappelijke naam is voor het eerst geldig gepubliceerd in 1915 door Girault. Er zijn in de Catalogue of Life geen ondersoorten opgenomen.